# Макушин, Матвей
Матвей Макушин (латыш. Matvejs Makušins; род. 16 января 2002, Рига) — латвийский автогонщик.

## Карьера
Свою карьеру в картинге, Матвей начал в сентябре 2012 года. В этот спорт его привёл его отец, который сам был гонщиком в Советском Союзе. Получив свой первый кубок, Матвей начал свой путь к чемпионству Латвии, Балтии и Северной Европы.
В 2016 году стал вице-чемпионом в классе Rotax Junior, после этого он довольно сильно занялся саморазвитием, как в спортзале так и в картинге, упорные и долгие тренировки принесли свои плоды, и уже в 2017 году Матвей стал чемпионом Латвии, Эстонии и Северной Европы в классе Rotax Junior, этот год для Матвея был очень важен в его карьере, так как он понял, на тот момент то, что казалось ему невозможным, оказалось реальным и вполне достижимым. В 2018 году (в 16 лет), Матвей перешёл в класс Rotax DD2, его первые соревнования в этом классе произошли в Эстонии, на трассе которая находиться недалеко от Таллина. Первые соревнования и сразу почётное первое место, эта гонка показала то, что он очень перспективный гонщик. В конце 2018 года, он стал вице-чемпионом Латвии и чемпионом Эстонии. В 2019 году всё в том же классе, Матвей одержал победу в тяжёлой битве за титул чемпиона Латвии, а также стал обладателем титула вице-чемпиона Северной Европы и Эстонии.
Также Матвей принимал участия в "Rotax Grand Final" в 2017, 2018 и 2019 годах. Самый заметный был именно 2019 год, так как у него были большие шансы на победу, но из-за ошибки в квалификации, он не смог так хорошо закончить эту гонку.